# Arrest-Marckx
Marckx of Marckx t. België (EHRM 13 juni 1979) is de roepnaam van een baanbrekend arrest van het Europees Hof voor de Rechten van de Mens gewezen op 13 juni 1979 in de zaak van Paula en Alexandra Marckx tegen de staat België. Het arrest Marckx stelde vast dat de toenmalige Belgische afstammingswetgeving door de bijzondere en afwijkende behandeling van kinderen van alleengaande vrouwen ten opzichte van kinderen geboren staande huwelijk, de artikelen 8 en 14 van het Europees Verdrag voor de Rechten van de Mens, alsmede artikel 1 van het eerste protocol van 20 maart 1952 bij dat verdrag schond. De inhoud is leerstof voor rechtenstudenten in heel Europa.

## Feiten
Alexandra Marckx is het kind van Paula Marckx (1925-2020), een succesvolle Belgische zakenvrouw die haar leven lang niet trouwde. Bij de geboorte van haar kind kwam ze tot de ontdekking dat ze bestuursrechtelijke handelingen moest verrichten om wederzijdse wettelijke rechten tussen moeder en kind tot stand te laten komen en om het kind haar naam te laten dragen. Ook waren er maatregelen nodig om een wettelijke familieband te laten ontstaan tussen kind en de familie van de moeder. Tenslotte was de erfrechtelijke positie minder goed dan die van een kind dat staande huwelijk werd geboren.
De aangifte van de geboorte leidde ertoe dat de ambtenaar van de burgerlijke stand bij een hogere instantie moest melden dat er een zogenaamd 'buitenwettelijk' ofwel 'natuurlijk' kind' ('illegitimate child' / 'filiation maternelle "naturelle"') was geboren, zo geregeld in de Belgische afstammingswet die nog uit de tijd van van Napoléon kwam. Marckx werd opgeroepen voor de rechter te verschijnen om te laten vaststellen wie de voogdij zou krijgen. De rechter had de bevoegdheid maatregelen te nemen wanneer dat naar zijn oordeel nodig was ter bescherming van het kind.
Dit waren wezenlijke verschillen in behandeling tussen alleengaande vrouwen en getrouwde vrouwen en mannen omdat de wettelijke banden tussen ouders en hun families en kind er bij gehuwde paren van rechtswege was.

## Klacht
Er is een ongerechtvaardigd verschil in behandeling tussen een alleengaande vrouw en haar kinderen en een gehuwde vrouw (en man) en hun kinderen. De wetgeving gaat ervan uit dat ongehuwde moeders in beginsel niet voor hun kinderen kunnen zorgen en gehuwde ouders wel en stigmatiseert zo ongehuwde moeders en hun kinderen. De betreffende bepalingen uit de Belgische wetgeving zijn in strijd met de artikelen 3 en 8 van het Europees Verdrag voor de Rechten van de Mens (EVRM). Tenslotte is er strijd met artikel 1 van het eerste Protocol, het recht op eigendom, omdat alleen de gehuwde moeder kan beschikken over de bezittingen ten gunste van haar kind. De wetgeving plaatste Paula voor een dilemma: haar kind erkennen, met de nadelige gevolgen op erfrechtelijk niveau, of haar dochter niet erkennen zodat ze haar volledige nalatenschap kon vermaken.
Marckx vond deze vormen van discriminatie onaanvaardbaar en ze maakte, mede in naam van haar tien maanden oude baby, de zaak in 1974 aanhangig bij de toenmalige Europese Commissie voor de Rechten van de Mens.
"Je suis un bébé de 10 mois, et je porte plainte contre la Belgique."

## Arrest
In 1979 oordeelde het Europees Hof voor de Rechten van de Mens, dat sprake was van ongerechtvaardigde discriminatie tussen ongehuwde en gehuwde moeders en tussen de kinderen van een alleengaande vrouw en een getrouwde vrouw (natuurlijke kinderen en wettige kinderen). Daar moest de Belgische Staat een einde aan maken.
Het EHRM overwoog dat artikel 8 van het EVRM zowel geldt voor het gezinsleven van een natuurlijk gezin als voor het gezinsleven van een wettig gezin. De Staat moet er voor zorgen dat families een normaal gezinsleven kunnen leiden en mag niet discrimineren op grond van geboorte.
Met betrekking tot Paula overweegt het EHRM dat Paula Alexandra moet erkennen omdat de Belgische wet haar moederschap niet vanaf de geboorte van rechtswege aanneemt omdat ze ongehuwd is. Dit heeft nadelige gevolgen voor de erfrechtelijke positie, want als Paula haar dochter erkent, is ze beperkt in het nalaten van bezittingen aan haar. Als zij die mogelijkheid tot vererving wil behouden, moet ze haar dochter niet erkennen. Dit dilemma is volgens het EHRM niet in overeenstemming met artikel 8, de eerbiediging van het gezinsleven. Ten aanzien van Alexandra komt het EVRM tot dezelfde conclusie omdat zij tot de erkenning wettelijk gezien geen moeder had.
Volgens het EHRM is er geen objectieve en redelijke rechtvaardiging voor de Belgische regel die vestiging van moederschap afhankelijk stelt van vrijwillige erkenning en levert deze regel voor zowel Paula als Alexandra een schending op van artikel 8 en 14 van het EVRM. Het natuurlijk kind heeft evenveel belang als het wettig kind op deze band met de moeder.
Voorts overweegt het EHRM dat het niet opnemen van het kind in de familie van de moeder en het slechts vestigen van een familieband tussen de moeder en het kind het gezinsleven belemmert, waartoe ook de relatie met onder meer de grootouders behoort. De reden voor de regeling, dat de rust in een familie wordt verstoord als een kind van een niet gehuwde vrouw gelijke rechten krijgt als kinderen van gehuwde ouders, rechtvaardigt niet het natuurlijk kind rechten te ontnemen. Daarom bestaat voor zowel ten aanzien van Paula als van Alexandra een schending van artikel 8, zowel afzonderlijk als in samenhang met artikel 14 van het EVRM.

### Beperking erfrecht is schending recht op eigendom
Ten aanzien van een botsing tussen de erfrechtelijke positie en het eigendomsrecht, overweegt het EHRM dat erfenissen en schenkingen zijn verbonden met het gezinsleven. Artikel 8 van het EVRM bepaalt niet dat een kind recht heeft op een nalatenschap van ouders of andere familieleden. De beperkingen in het Belgisch erfrecht zijn daarom op zichzelf niet in strijd met artikel 8 EVRM. Er bestaat echter geen objectieve en redelijke rechtvaardiging voor het onderscheid dat het Belgische afstammingsrecht maakt tussen kinderen van gehuwde en ongehuwde moeders. Alexandra is daarom het slachtoffer van schending van artikel 8 en 14, vanwege de beperking om goederen van haar moeder te kunnen erven en vanwege het feit dat zij van haar familie niets kan krijgen.
Ten aanzien van de moeder overweegt het EHRM dat het Belgische afstammingsrecht haar geen vrijheid geeft om haar vermogen aan haar dochter te schenken of na te laten. Het onderscheid tussen gehuwde en ongehuwde moeders maakt inbreuk op artikel 8 en 14 van het EVRM, omdat ook voor dit onderscheid geen objectieve en redelijke rechtvaardiging bestaat.
Artikel 1 van het Eerste Protocol garandeert het recht op eigendom, maar een nationale wetgever is bevoegd om in het algemeen belang beperkingen op dit recht te maken. Het Belgisch recht maakt in het algemeen geen inbreuk op artikel 1 van het Eerste Protocol. Het onderscheid wat de wetgeving maakt tussen gehuwde en ongehuwde moeders levert wel een schending op van artikel 1 van het Eerste Protocol, in combinatie met artikel 14 van het EVRM, omdat het onderscheid beperkingen voor een bepaalde groep burgers meebrengt waarvoor geen objectieve en redelijke rechtvaardiging bestaat.

## Maatschappelijk gevolg
In 1987 gaf België gehoor aan de veroordeling door het arrest Marckx met de wet van 31 maart tot wijziging van een aantal bepalingen betreffende de afstamming. Deze wet probeerde elke discriminatie tussen kinderen af te schaffen, ongeacht of ze binnen dan wel buiten een huwelijk geboren zijn.